# Hedyosmum racemosum
Hedyosmum racemosum är en tvåhjärtbladig växtart som först beskrevs av R. och P., och fick sitt nu gällande namn av George Don jr. Hedyosmum racemosum ingår i släktet Hedyosmum och familjen Chloranthaceae. Inga underarter finns listade i Catalogue of Life.